# Aphanistes hyalinis
Aphanistes hyalinis är en stekelart som först beskrevs av Norton 1863.  Aphanistes hyalinis ingår i släktet Aphanistes och familjen brokparasitsteklar. Inga underarter finns listade i Catalogue of Life.